# 俞經
俞經（1445年—？），字勉誠，直隸通州人，南京留守左衛官籍，明朝政治人物。進士出身。

## 生平
早年出身國子生，成化四年（1468年）戊子科應天鄉試第七名舉人。成化十一年（1475年）乙未科會試四十二名，殿試登第二甲第五十四名進士。曾官南安府知府。

## 家族
曾祖父俞壽四。祖父俞彥清。父亲俞良，曾任義官。